# Josh Gondelman
Joshua Lyons Gondelman (nacido el 15 de enero de 1985) es un autor estadounidense, escritor de comedias, productor y comediante.  Actualmente es productor y escritor supervisor de Desus & Mero en Showtime.  Anteriormente fue escritor en Last Week Tonight with John Oliver.  También es conocido por cocrear la cuenta parodia de Twitter @SeinfeldToday.

## Infancia y educación
Gondelman creció en Stoneham, Massachusetts, con sus padres Ellion Lyons y David Gondelman.  Creció en una familia judía.
Gondelman se graduó de Stoneham High School en 2003.  Se graduó de la Universidad de Brandeis en 2007, donde se especializó en escritura creativa e inglés y se especializó en español.

## Carrera
Cuando tenía 19 años, Gondelman comenzó a hacer comedia de stand-up en Boston.  Hizo un stand-up en Boston durante siete años y ocasionalmente regresaba a casa.  Después de la universidad, trabajó como maestro de preescolar y enseñó español en la escuela primaria.  En 2011, Gondelman se mudó a la ciudad de Nueva York, donde vivía su entonces novia, para hacer más comedias.
Durante este tiempo también comenzó a escribir por su cuenta.  Él coescribió su primera historia importante, "Both Sides of a Break Up", con su reciente exnovia; se publicó en la revista New York Magazine en 2012.  En 2013, escribió una historia para Esquire describiendo su experiencia en una carrera de Tough Mudder en la que fue patrocinado por Wheaties a cambio de una compensación monetaria de General Mills y Zeus Jones.  También ha escrito para McSweeney's, The New Yorker, y The New York Times.
En octubre de 2015, se publicó un libro que coescribio con Joe Berkowitz titulado You Blew It!: Una mirada torpe a las muchas formas en que ya arruinó su vida.

### Stand-up
Como comediante, ha iniciado shows para John Oliver, Jen Kirkman y Pete Holmes, y también actúa regularmente en las sedes de la ciudad de Nueva York.  Eve Peyser ha dicho que durante su stand-up, Gondelman "irradia humildad y una incomodidad cotidiana relacionada con una gran confianza e ingenio".
Everything's The Best, su álbum debut, salió en 2011.  Su segundo álbum, Physical Whisper, fue lanzado el 18 de marzo de 2016.
En 2010, ganó el Festival de comedia Laughing Skull en Atlanta, Georgia.  En marzo de 2016, hizo su debut televisivo en la noche en Conan.  Hizo su debut en televisión por cable en enero de 2018 en Late Night con Seth Meyers.

### Seinfeld hoy
En diciembre de 2012, Gondelman creó la cuenta de Twitter "SeinfeldToday", junto con Jack Moore, anteriormente en BuzzFeed.  La cuenta publica tuits humorísticos que recrean a los personajes de Seinfeld en las situaciones de hoy en día.  A partir de octubre de 2015, contaba con más de 900.000 seguidores.  En la sexta edición de los premios Shorty en 2014, la cuenta ganó un premio en la categoría "#Fakeaccount".

### Last Week Tonight with John Oliver
En 2014, Gondelman fue contratado por Last Week Tonight con John Oliver como productor web para la primera temporada del programa, y se convirtió en un escritor del personal para la segunda temporada.  En 2016, ganó un Premio Primetime Emmy por Escritura sobresaliente para una serie de variedades por su trabajo en el programa.  Él y el equipo de redacción de Last Week Tonight ganaron este mismo premio en 2017, así como un Premio del Sindicato de Escritores de América en 2017.

### Desus & Mero
En 2019, Gondelman dejó Last Week Tonight para convertirse en un guioinista y productor de personal de Desus & Mero después de que la serie se mudó a Showtime.

## Vida personal
Gondelman está casado con Maris Kreizman, la creadora del blog, y el libro, Slaughterhouse 90210.  Viven en Brooklyn con Bizzy, un "senior" [pug].

## Premios
- 2014: Shorty Awards, categoría #Fakeaccount[39]
- 2014: Premio Peabody por la última semana de esta noche con John Oliver[40]
- 2015: Premios Emmy, escritura sobresaliente para una serie de variedades para la semana pasada esta noche con John Oliver (nominado)[41]
- 2016: Premios Emmy, escritura sobresaliente para una serie de variedades para la semana pasada esta noche con John Oliver[41]
- 2017: Premio del Sindicato de Escritores de Estados Unidos, Serie de Comedia / Variedades para la semana pasada esta noche con John Oliver
- 2017: Premios Emmy, escritura sobresaliente para una serie de variedades para la semana pasada esta noche con John Oliver[41][42]

## Discografía
- 2011: ¡ Todo es lo mejor![43]
- 2016: Susurro físico[44][45]

## Filmografía
- 2011: Desesperación silenciosa (serie de TV) - Actor (3 episodios)
- 2011: Video Viral (corto) - como Agente
- 2013: Splashie (serie de TV corta) - como Criminal
- 2014: Billy on the Street con Billy Eichner (serie de TV) - Consultor creativo (2 episodios)
- 2014: Ramsey tiene una máquina del tiempo (serie de TV) - como Jackson Pollock en "Art"
- 2015 – presente: Last Week Tonight with John Oliver (Serie de TV) - Productor (11 episodios), Writer (14 episodios)
- 2016: Tren nocturno con Wyatt Cenac (serie de TV) - Actor en "Links & Logs"
- 2016: The Comedy Show Show (Serie de TV) - Actor en "RISK!  Con Kevin Allison"
- 2016: @Midnight (serie de televisión) - como él mismo
- 2017: Wiki What (programa de Facebook) - Anfitrión[46][47]

## Obras y publicaciones
- Gondelman, Josh (2007). Anything to Fill the Silence (thesis/dissertation). Waltham, MA: Brandeis University. OCLC 126859941.
- Gondelman, Josh; Berkowitz, Joe (2016). You Blew It!: An Awkward Look at the Many Ways in Which You've Already Ruined Your Life. New York: Plume. ISBN 978-0-147-51580-3. OCLC 910009187.

Artículos seleccionados
- Gondelman, Josh (13 de julio de 2011). «Monologue: A Timid Ghost Requests Help Exacting Vengeance».
- Gondelman, Josh (17 de agosto de 2012). «Both Sides of a Breakup: The Stray Condom Mystery» (en inglés).
- Gondelman, Josh (13 de marzo de 2013). «My Adventures With 'Penis-Numbing' Spray» (en inglés).
- Gondelman, Josh (11 de junio de 2013). «So You Want To Leak Classified Documents?» (en inglés).
- Gondelman, Josh (6 de agosto de 2013). «Mudder's Boy» (en inglés).
- Gondelman, Josh (13 de agosto de 2013). «I Want to Make Love to You Like In the Movies».
- Gondelman, Josh (9 de diciembre de 2013). «Call of Duty: Homeland».
- Gondelman, Josh (10 de febrero de 2014). «Live Coverage from a George Zimmerman Fight That Never Happened» (en inglés).
- Gondelman, Josh (17 de septiembre de 2014). «Works from the Los Angeles Museum of Photographic Self-Portraiture».
- Gondelman, Josh (1 de enero de 2015). «Famous Writers Play Taboo».
- Gondelman, Josh (16 de marzo de 2015). «I Had Given Up On The NFL. Then Nana Became A Patriots Fanatic.» (en inglés).
- Gondelman, Josh (31 de julio de 2015). «Opinion: Welcome to Your Airbnb».
- Gondelman, Josh (16 de septiembre de 2015). «Outerspanx, Butt Lampshades, and Zoolandery Vibes: A Fashion-Week Virgin Reviews Chromat» (en inglés).
- Gondelman, Josh (29 de septiembre de 2015). «How to Ruin a First Date: An Easy, 4-Step Guide» (en inglés).
- Gondelman, Josh (15 de septiembre de 2016). «Why You Should Give Thirsty Guys a Chance!» (en inglés).
- Gondelman, Josh (23 de mayo de 2017). «One Day We Will Be Dead, but Scaachi Koul Will Still Matter» (en inglés).
- Bruney, Gabrielle (3 de septiembre de 2017). «Watch T.J. Miller Have a Check-Up with the Wikipediatrician (Wiki What? #1)» (Includes video) (en inglés).
- Miller, Matt (8 de septiembre de 2017). «'Game of Thrones' Star John Bradley Reveals His Actual Name in This Hilarious Video (Wiki What? #2)» (Includes video) (en inglés).
- Miller, Matt (18 de septiembre de 2017). «Lawrence Gilliard Jr. of 'The Deuce' Explains the Tupac Connection on His Wikipedia Page (Wiki What? #3)» (Includes video) (en inglés).
- Rense, Sarah (22 de septiembre de 2017). «Kate Upton Doesn't Like Her Wikipedia Page Photo (Wiki What? #4)» (Includes video) (en inglés).